# Халгиоя
Халгиоя — река в России, протекает по территории Поросозерского сельского поселения Суоярвского района Республики Карелии. Длина реки — 13 км.

## Общие сведения
Река берёт начало из ламбины без названия и далее течёт преимущественно в северном направлении по заболоченной местности.
Впадает на высоте 163,4 м над уровнем моря в озеро Кинаспуоли, соединяющееся протокой без названия с рекой Суной.
В верхнем течении Халгиоя пересекает шоссе 86К-14 («Суоярви — Юстозеро — (через Поросозеро) — Медвежьегорск») и далее течёт практически параллельно линии железной дороги Суоярви — Суккозеро, единожды пересекая её.
В нижнем течении река протекает по западной окраине посёлка Поросозеро.
Код объекта в государственном водном реестре — 01040100212202000015090.

## Фотографии
|  |  |